# Elizabeth Watts (chanteuse)
Pour les articles homonymes, voir Elizabeth Watts (imprimeuse) et Watts (nom de famille).
Elizabeth Watts (née en 1979) est une chanteuse lyrique britannique de tessiture soprano .

## Formation
Watts est née à Norwich et a fréquenté le Norwich High School for Girls. Elle a étudié l'archéologie à l'Université de Sheffield et a obtenu son diplôme avec les honneurs de première classe. À partir de 2002, elle étudie la musique au Royal College of Music avec Lillian Watson. Elle a obtenu son diplôme en 2005 avec distinction ainsi que le Queen Elizabeth the Queen Mother Rose Bowl, décerné chaque année pour les réalisations exceptionnelles. De 2005 à 2007, elle a été membre du Young Singers 'Program de l'English National Opera.

## Carrière
En 2006, Watts a remporté le prix Kathleen Ferrier. Elle a représenté l'Angleterre au Concours 2007 de Cardiff Singer of the World, atteignant la finale et remportant le prestigieux Concours Rosenblatt Song Prize. Elle a été choisie comme Artiste de la nouvelle génération de la BBC Radio 3 (en) de 2007 à 2009. En 2011, elle a remporté un Borletti-Buitoni Trust Award.
Ses premières apparitions aux États-Unis étaient à Boston avec la Handel and Haydn Society de Boston en 2006 et avec Cal Performances à San Francisco. Elle a fait ses débuts à l'opéra de Santa Fe en juillet 2008. Récemment, Watts a chanté le Requiem de Mozart avec la Boston Handel & Haydn Society et Harry Christophers qui est sorti sur CD.
Les autres enregistrements de Watts incluent des disques de Lieder de Schubert  et d'arias de Bach, tous deux choisis comme choix de l'éditeur par le  Gramophone Magazine. Elle a également sorti des enregistrements d'Artaxerxes de Thomas Arne, du Messie de Haendel avec la Huddersfield Choral Society et du Requiem de Brahms avec le London Philharmonic Orchestra . En janvier 2011, Watts a été choisie artiste en résidence au Southbank Centre de Londres pour la saison 2011-2012.
Dans la saison 2010/2011, elle incarne Pamina dans Die Zauberflöte pour le Welsh National Opera et Marzelline / dans Fidelio pour le Royal Opera House, Covent Garden .
En 2016, elle a créé le rôle de La Comtesse dans l'opéra d'Elena Langer Figaro Gets a Divorce, au Welsh National Opera.
En 2018, elle incarne Donna Elvira, dans Don Giovanni de Mozart, avec le Welsh National Opera.

## Discographie
Elle a enregistré plusieurs disques,, dont :
- Lieder, Schubert, Roger Vignoles, piano, Sony BMG music entertainment, 2009
- Cantatas & arias, J. S. Bach, the English concert, Harry Bicket, direction, Harmonia mundi, 2011
- The complete songs 6 (2012)
- Magnificat (2014)
- Con eco d'amore (2015)
- Voyage baroque, Italie : Venise, Rome & Naples, 2019